# 第3輸送航空隊
第3輸送航空隊（だい3ゆそうこうくうたい、英称：3rd Tactical Airlift Group）は、航空自衛隊航空支援集団隷下の航空隊。本部は美保基地（鳥取県境港市）に所在し、輸送機と空中給油機を装備・運用する。
主な任務は空挺作戦の支援や空中投下など、人員や装備の輸送及び戦闘機等に空中給油。また輸送機、救難機等の操縦士及び航空士（航法士、空中輸送員、機上整備員、機上無線員）に対しての教育訓練・同基地の管理業務を担任している。
第3輸送航空隊司令は美保基地司令を兼務する。

## 沿革
- 1978年（昭和53年）3月31日：輸送航空団隷下に編成。YS-11型輸送機を運用する「第403飛行隊」を隷下に置く。
- 1979年（昭和54年）3月3日：C-1型輸送機が配備。
- 1989年（平成元年）3月16日：航空支援集団新編に伴い、航空支援集団隷下に隷属替え。
- 1994年（平成06年）7月29日：隷下に臨時第41教育飛行隊を編成。T-400型練習機の運用開始。
- 1995年（平成07年）6月1日：臨時第41教育飛行隊を廃止。「飛行群」及び「第41教育飛行隊」を編成。
- 2017年（平成29年）
  - 3月28日：C-2型輸送機を配備。
  - 5月29日：YS-11が退役。
- 2018年（平成30年）4月4日：C-1の運用終了
- 2020年（令和02年）12月15日：隷下にKC-46A空中給油機を運用する「第405飛行隊」を新編[2][3]。
- 2021年（令和03年）10月29日：第41教育飛行隊（T-400）が浜松基地に移動し、第1航空団隷下に編入[4][5]。KC-46A 1機が美保基地に到着[6]。

## 部隊編成
- 第3輸送航空隊司令部[7]
  - 監理部
  - 人事部
  - 防衛部
  - 装備部
- 飛行群
  - 第403飛行隊 - C-2
  - 第405飛行隊 - KC-46A
- 整備補給群[7]
  - 検査隊
  - 装備隊
  - 修理隊
  - 補給隊
- 基地業務群[7]
  - 飛行場勤務隊
  - 施設隊　
  - 通信隊　
  - 管理隊
  - 業務隊　
  - 会計隊
  - 衛生隊

## 主要幹部
| 官職名                            | 階級    | 氏名     | 補職発令日     | 前職                           |
| --------------------------------- | ------- | -------- | -------------- | ------------------------------ |
| 第3輸送航空隊司令 兼 美保基地司令 | 1等空佐 | 富﨑秀樹 | 2024年03月01日 | 航空開発実験集団司令部総務部長 |
| 副司令                            | 1等空佐 | 村林芳雄 | 2025年03月24日 | 特別航空輸送隊副司令           |
| 飛行群司令                        | 1等空佐 | 平井嘉憲 | 2024年07月29日 | 航空自衛隊幹部学校付           |
| 整備補給群司令                    | 1等空佐 | 笹口俊介 | 2023年06月04日 | 航空自衛隊幹部学校             |
| 基地業務群司令                    | 1等空佐 | 桺詰幸治 | 2024年07月01日 | 航空中央業務隊付               |

| 代 | 氏名       | 在職期間                                                   | 前職                                            | 後職                                             |
| -- | ---------- | ---------------------------------------------------------- | ----------------------------------------------- | ------------------------------------------------ |
| 01 | 森本雅隆   | 1978年03月31日 - 1981年03月15日                            | 輸送航空団飛行群司令                            | 航空自衛隊第4術科学校生徒隊長                    |
| 02 | 藤倉和一郎 | 1981年03月16日 - 1982年06月30日                            | 北部航空警戒管制団副司令                        | 保安管制気象団司令部監理部長                     |
| 03 | 宮松實     | 1982年07月01日 - 1984年06月05日                            | 南西航空混成団司令部監察官                      | 陸上幕僚監部調査部                               |
| 04 | 二宮隆弘   | 1984年06月06日 - 1986年06月16日 ※1986年03月17日 空将補昇任 | 統合幕僚会議事務局第2幕僚室勤務                 | 第3航空団司令 兼 三沢基地司令                    |
| 05 | 近藤欣司   | 1986年06月17日 - 1988年03月15日                            | 第2輸送航空隊副司令                             | 航空自衛隊幹部学校学校教官                       |
| 06 | 児玉節正   | 1988年03月16日 - 1990年03月06日                            | 第2航空団副司令                                 | 航空自衛隊幹部候補生学校勤務                     |
| 07 | 大島和義   | 1990年03月07日 - 1991年11月30日                            | 航空自衛隊幹部学校教育部教務課長                | 航空中央業務隊付                                 |
| 08 | 桑原武彦   | 1991年12月01日 - 1993年03月23日                            | 第1航空団基地業務群司令                         | 第3航空団司令 兼 三沢基地司令 （空将補昇任）     |
| 09 | 村岡亮道   | 1993年03月24日 - 1995年03月22日                            | 第8航空団副司令                                 | 第1航空団司令 兼 浜松基地司令 （空将補昇任）     |
| 10 | 笠井健介   | 1995年03月23日 - 1996年08月01日                            | 第13飛行教育団司令                              | 退職（空将補昇任）                               |
| 11 | 増田滋     | 1996年08月01日 - 1998年12月01日                            | 航空教育集団司令部教育部長                      | 退職（空将補昇任）                               |
| 12 | 安宅耕一   | 1998年12月01日 - 2000年11月30日                            | 航空幕僚監部技術部技術第2課長                   | 飛行開発実験団司令 （空将補昇任）                |
| 13 | 萩原米雄   | 2000年12月01日 - 2003年03月26日 ※2002年12月02日 空将補昇任 | 航空幕僚監部装備部装備課 輸送室長               | 航空自衛隊第5術科学校長                          |
| 14 | 近藤義廣   | 2003年03月27日 - 2004年03月31日                            | 第2輸送航空隊司令                               | 航空支援集団司令部幕僚長                         |
| 15 | 飯田克幸   | 2004年04月01日 - 2006年03月26日                            | 航空幕僚監部人事教育部教育課長                  | 航空幕僚監部防衛部勤務                           |
| 16 | 山本康正   | 2006年03月27日 - 2007年08月31日                            | 航空総隊司令部防衛部運用課長                    | 北部航空方面隊司令部幕僚長                       |
| 17 | 野口盛隆   | 2007年09月01日 - 2009年07月20日                            | 飛行教育航空隊司令                              | 第11飛行教育団司令 兼 静浜基地司令               |
| 18 | 田中淑智   | 2009年07月21日 - 2010年08月01日                            | 航空支援集団司令部防衛部長                      | 退職（空将補昇任）                               |
| 19 | 上田知元   | 2010年08月01日 - 2012年07月25日                            | 第12飛行教育団司令 兼 防府北基地司令            | 航空安全管理隊司令 （空将補昇任）                |
| 20 | 野中盛     | 2012年07月26日 - 2014年08月04日                            | 航空支援集団司令部防衛部長                      | 第1輸送航空隊司令 兼 小牧基地司令 （空将補昇任） |
| 21 | 髙橋和久   | 2014年08月05日 - 2016年12月09日                            | 航空幕僚監部運用支援・情報部 運用支援課輸送室長 | 第2輸送航空隊司令                                |
| 22 | 北村靖二   | 2016年12月10日 - 2019年01月10日                            | 航空自衛隊幹部学校勤務                          | 航空支援集団司令部幕僚長                         |
| 23 | 塩川壮     | 2019年01月11日 - 2021年03月30日                            | 第1輸送航空隊副司令                             | 航空支援集団司令部幕僚長                         |
| 24 | 與儀孝     | 2021年03月31日 - 2023年03月29日                            | 航空救難団副司令                                | 航空教育集団司令部教育部長                       |
| 25 | 落水田実   | 2023年03月30日 - 2024年02月29日                            | 航空救難団副司令                                | 航空支援集団司令部勤務                           |
| 26 | 富﨑秀樹   | 2024年03月01日 -                                           | 航空開発実験集団司令部総務部長                  |                                                  |